# Aliartos
Aliartos (tiếng Hy Lạp: ?) là một khu tự quản ở vùng Trung Hy Lạp, Hy Lạp. Khu tự quản Aliartos có diện tích 257 km², dân số theo điều tra ngày 18 tháng 3 năm 2001 là 11686 người.